# Pseudisthmiade
Pseudisthmiade is een kevergeslacht uit de familie van de boktorren (Cerambycidae). De wetenschappelijke naam van het geslacht werd voor het eerst geldig gepubliceerd in 2005 door Tavakilian & Peñaherrera.

## Soorten
Pseudisthmiade is monotypisch en omvat slechts de volgende soort:
- Pseudisthmiade larrei Tavakilian & Peñaherrera, 2005